# Flärke
Flärke – miejscowość (småort) w Szwecji w gminie Örnsköldsvik w regionie Västernorrland. Około 74 mieszkańców.